# Кабрера, Виктор
Виктор Фернандо Кабрера (исп. Víctor Fernando Cabrera; род. 7 февраля 1993, Лулес, Аргентина) — аргентинский футболист, защитник клуба «Тигре».

## Клубная карьера
Кабрера — воспитанник клуба «Ривер Плейт». 24 февраля 2014 года в матче против «Колона» он дебютировал в аргентинской Примере. В том же году Виктор стал чемпионом Аргентины.
В начале 2015 года он на правах аренды перешёл в клуб MLS «Монреаль Импакт». 24 февраля в первом поединке четвертьфинала Лиги чемпионов КОНКАКАФ против мексиканской «Пачуки» Виктор дебютировал за канадский клуб. 18 марта в первом матче полуфинала Лиги чемпионов против коста-риканского «Алахуэленсе» он забил свой первый гол за «Монреаль Импакт». 21 марта в матче против «Нью-Инглэнд Революшн» Кабрера дебютировал в MLS. В начале 2016 года «Монреаль Импакт» выкупил трансфер игрока у «Ривер Плейта» и подписал с ним долгосрочный контракт. Сумма трансфера составила 1,3 млн евро. 9 августа 2019 года Кабрера подписал с «Монреаль Импакт» новый контракт на сезон 2020 с опцией продления на сезон 2021.
20 ноября 2019 года Кабрера с доплатой $100 тыс. в общих распределительных средствах был обменян в «Хьюстон Динамо» на Ромеля Киото. За «Хьюстон» он дебютировал 13 июля 2020 года в матче Турнира MLS is Back против «Лос-Анджелеса», выйдя на замену в концовке. По окончании сезона 2020 «Хьюстон Динамо» не стал продлевать контракт с Кабрерой.
В феврале 2021 года Кабрера вернулся играть на родину, подписав контракт с «Тигре». Дебютировал за «Тигре» он 21 февраля в матче 1/32 финала Кубка Аргентины 2019/20 против «Альварадо».

## Достижения
Командные
 «Ривер Плейт»
- Чемпион Аргентины: Финаль 2014

 «Монреаль Импакт»
- Победитель Первенства Канады: 2019